# Resistance 2
Resistance 2 é um jogo eletrônico de PlayStation 3, no estilo jogo de ação e subgênero jogo de tiro em primeira pessoa. É a continuação de Resistance: Fall of Man, lançado dois anos antes. Foi desenvolvido pelo estúdio americano Insomniac Games, criador das populares séries Spyro e Ratchet & Clank. O jogo se passa numa realidade alternativa nos anos 50 do século XX, com uma história, baseada em ficção científica, que segue o tema de mundo pós-apocalíptico.
Atualmente é o segundo jogo da série Resistance mais vendido já lançado para PS3, com quase o dobro de vendas em relação ao terceiro colocado, Resistance 3. Alcançou a marca de duas milhões de unidades vendidas em todo o mundo e ocupa a 62ª posição no ranking global de vendas de jogos para PS3.

## Trama
Em Resistance 2 o protagonista do primeiro jogo, sargento Nathan Hale, retorna como personagem principal e jogável. Hale viaja aos Estados Unidos na contínua batalha contra os quimerianos, que lançaram uma invasão em larga escala em ambas as costas leste e oeste do país. Nesse jogo, Hale é parte de uma tropa de soldados de elite chamados "Os Sentinelas" que, como ele, foram infectados com o vírus quimeriano, e precisam mantê-lo sob controle através de aplicações regulares de inibidores, que o antegonista do jogo é Deadaleus.

## Modoonline
O jogo também possuía um modo multiplayer online, no qual o jogador podia aumentar sua patente desde um simples soldado até um Comandante Supremo. Podia-se jogar com pessoas do mundo inteiro e conversar em tempo real com os outros jogadores utilizando o microfone bluetooth.
Além do tradicional modo Competitivo de até 60 jogadores em simultâneo por partida (jogador contra jogador, separados em times ou cada um contra todos os outros) o jogo contou com um bem sucedido modo Cooperativo (Coop), que permitia uma equipe de até 8 jogadores unidos online contra objetivos comuns, em diferentes arenas de combate contra os quimerianos, que eram controlados pelos computadores servidores e não por outros jogadores.
No dia 8 de abril de 2014 a Sony Computer Entertainment desativou os servidores para jogos online de toda a série Resistance do PS3. Todas as características multijogador online cessaram permanentemente, inclusive o sistema de troféus correspondentes ao modo online.